# 21435 Aharon
21435 Aharon è un asteroide della fascia principale. Scoperto nel 1998, presenta un'orbita caratterizzata da un semiasse maggiore pari a 2,2973193 UA e da un'eccentricità di 0,0490116, inclinata di 3,55563° rispetto all'eclittica.